# Laurent Wauquiez
Laurent Wauquiez (Lyon, 12 de abril de 1975) es un político francés que ocupó la presidencia del partido conservador Los Republicanos entre 2017 y 2019.

## Biografía
Laurent Timothée Marie Wauquiez ocupó varios cargos gubernamentales durante la presidencia de Nicolas Sarkozy. Fue nombrado portavoz del gobierno de François Fillon desde junio de 2007 hasta marzo de 2008 como Ministro de Estado del Primer Ministro. En marzo de 2008 ocupó la Secretaría de Estado de Empleo. 
En 2012, fue reelegido miembro de la Asamblea Nacional y en 2015 se convirtió en jefe de la región de Auvernia-Ródano-Alpes. 
El 10 de diciembre de 2017 fue elegido presidente de los Republicanos,  por un amplio margen.  Los expertos lo describieron como alguien que movió el partido hacia la derecha. 
El 2 de junio de 2019, una semana después de ver el peor resultado de la derecha de su historia en las elecciones europeas con el 8,48% de los votos, Wauquiez anunció su dimisión como presidente del partido. 